# Indyra Mendoza
Indyra Mendoza Aguilar (Tegucigalpa, 4 de mayo de 1968) es una economista, activista LGBTTI y defensora de los derechos humanos en Honduras. Es la coordinadora general y de la Red Lésbica Cattrachas, la primera organización lésbica en la historia del país. En 2021, la revista estadounidense Time la eligió como una de las 100 personas más influyentes del año.

## Biografía
Nació en Tegucigalpa el 4 de mayo de 1968, pero fue llevada a corta edad a vivir en La Ceiba, donde fue criada por sus abuelos maternos. Desde pequeña estuvo interesada en la lectura y el arte por la influencia de su familia. Se mudó a la capital para iniciar sus estudios de medicina en la Universidad Nacional Autónoma de Honduras. Posteriormente se cambió a la carrera de economía.
Salió del armario como mujer lesbiana a los 28 años, en una época en que solía visitar un bar LGBT llamado El Clóset. Realizó su primera acción de activismo en 1997, cuando envió un artículo de réplica ante una editorial homofóbica en que se había atacado a los asistentes a la discoteca LGBT Incógnita. Poco después creó junto a varias compañeras la agrupación Cattrachas, primer colectivo lésbico en la historia del país. Como parte del mismo, las integrantes grababan noticias y programas televisivos en que se discriminaba a las personas LGBT y luego exigían el derecho a la réplica.
Como parte de Cattrachas, empezó en años siguientes a participar de encuentros internacionales y a denunciar casos de violación de derechos a personas LGBT en el país. Estos abusos empeoraron a raíz del Golpe de Estado en Honduras de 2009, donde una de las primeras personas asesinadas fue la activista transgénero Vicky Hernández. Poco después fue además asesinado el activista LGBT Walter Tróchez, amigo personal de Mendoza y cuyo cadáver ella tuvo que reconocer.
En 2010, Mendoza y otras integrantes de Cattrachas obtuvieron medidas cautelares de la Comisión Interamericana de Derechos Humanos luego de denunciar que una de sus compañeras había sido asesinada por policías luego de negarse a tener relaciones sexuales con ellos.
Cattrachas demandó además en 2012 a Honduras por el asesinato de Vicky Hernández ante la Corte Interamericana de Derechos Humanos (Corte IDH) y, siete años después, la Corte aceptó escuchar el caso. En junio de 2021, la Corte IDH falló a favor de las demandantes y declaró a Honduras responsable por la muerte de Hernández. Adicionalmente, el dictamen emitió medidas de protección para personas transgénero en toda Latinoaméerica. Como resultado de esta victoria, Mendoza y la activista Claudia Spellmant fueron incluidas en la lista de las 100 personas más influyentes del año por la revista estadounidense Time, convirtiéndose en las primeras hondureñas en alcanzar este reconocimiento.
- La Vuelta al Mundo en 80 Monedas» (2007)
- El delito de falsificación de moneda y su nexo con la numismática en Honduras 1880-2017 (2017)
- Presencia indígena en las monedas de América siglos XIX, XX, XXI (2018)
- Catálogo para coleccionistas: Presencia indígena en las monedas de América siglos XIX, XX, XXI (2018)
- Curiosidades numismáticas del lempira» (2022).

### Otras obras publicadas
- Sobre el Camino Dorado (2014)
- Las Tres Adas y la Caja de Cristal (2015)
- Anne y la Carta (2015)
- El Libro que Nadie Leyó (2016)
- Sentimientos sin Sombras (2015).

### Artículos Numismáticos
- Numisma Centroamérica (2022) de El Salvador
- Puerto Rico Numismático (2023)
- Tinto Numismático (2023) de Colombia.

## Reconocimientos
- 2017: Visionary Activist Award, otorgado por la Astraea Lesbian Foundation for Justice.[6]
- 2021: Lista Time 100, incluida por la revista Time.[3]
- 2021: Premio de Derechos Humanos Europa para Cattrachas, otorgado por la Unión Europea.[7]